# Leeteuk
Park Jung-soo (kor. 박정수; ur. 1 lipca 1983 w Seulu) – południowokoreański piosenkarz, autor tekstów, aktor, MC, tancerz i prezenter radiowy. Najlepiej znany pod pseudonimem Leeteuk (이특) oraz jako członek i lider popularnego, koreańskiego zespołu Super Junior. Jest również członkiem dwóch podgrup zespołu – Super Junior-T i Super Junior-Happy.

## Życiorys

### Przed debiutem
Leeteuk i jego starsza siostra, Park In-young, wyjechali do Myeongdong na wakacje na początku 2000 roku. Łowca talentów, który zauważył Leeteuk'a zasugerował mu wybranie się na przesłuchanie do SM Entertainment's Starlight Casting System. Po kilku nagraniach tekstowych, zgodził się śpiewać dla SM Entertainment i podpisał umowę. W tym samym roku pojawił się w koreańskiej dramie – All About Eve. Trzy lata później został dodany do pięcioosobowego boybandu, gdzie znajdował się jego przyjaciel Donghae. Projekt nie potrwał jednak za długo i zespół został rozwiązany. Utworzono nowy zespół o nazwie Super Junior wraz z jedenastoma innymi chłopakami. Jako że był najstarszy w grupie został jej liderem.
Leeteuk wyjaśniał, że zmienił swoje imię na pseudonim sceniczny, ponieważ nie chciał, aby go mylono z aktorem – Park Jeong-su. Ksywa ta dosłownie oznacza "specjalny", ponieważ chciał być postrzegany jako ktoś specjalny w grupie, gdyż jest jej liderem.

### Debiut z Super Junior (2005-2006)
Leeteuk oficjalnie zadebiutował w dwunastoosobowym zespole Super Junior05, 6 listopada 2005 roku Super Junior wystąpili po raz pierwszy w programie muzycznym Popular Songs z ich pierwszym singlem Twins (Knock Out). Miesiąc później, 5 grudnia 2005 roku, ich debiutancki album Super Junior05 zajął trzecie miejsce na k-popowej liście przebojów.
W marcu 2006 roku, wytwórnia SM Entertainment chciała dodawać nowych członków do Super Junior05. Jednak plany zmieniły się i firma zadeklarowała wstrzymanie w kształtowaniu przyszłych Super Junior05 i dodali trzynastego członka Kyuhyun'a, przez co w grupie "odpadł" przyrostek "05" i zostali oficjalnie uznani jako Super Junior. Kolejny singiel "U" został wydany 7 czerwca 2006, który był ich największym sukcesem, aż do wydania "Sorry sorry" w marcu 2009 roku.

### Podgrupa i DJ (2007)
W lutym 2007 roku Leeteuk został umieszczony w podgrupie Super Junior-T, a rok później został członkiem Super Junior-Happy.
Razem z Eunhyukiem są DJ-ami i mają własne radio o nazwie "Super Junior's Kiss The Radio" utworzone w 2006 roku. Od marca do czerwca 2011 roku, Eunhyuk został zastąpiony przez Yesunga, ponieważ ten musiał być obecny podczas kręcenia teledysku do piosenki Perfection, gdyż jest członkiem Super Junior-M.

### MC i inne (2009-2011)
Od 2009 roku Leeteuk razem z Eunhyukiem i Shindongiem byli stałymi gośćmi w Strong Heart, gdzie prezenterem był Boom. Jednak Boom musiał odejść, aby rozpocząć swoją służbę wojskową, natomiast Leeteuk przejął jego zadanie. Jest również częstym gościem w Star King razem z innymi członkami Super Junior. W 2010 roku, Leeteuk stał się nowym MC w MBC Enjoy Today, zastępując Seungri z Big Bang, który musiał skupić się na tworzeniu nowego albumu. Teukie zaśpiewał też w tym programie piosenkę "Glumbing" z Krystal z girlbandu f(x). Jest także MC razem z Yesungiem w MBC Love Chaser. W 2011 roku, po emeryturze Kang Ho-donga, Leeteuk z Boomem zastąpili go jako MC w Star King. Od września do listopada był "tatą" w "Hello Baby season 4" wraz z dziewczynami z girlsbandu Sistar.

### Powrót z Super Junior (2012-obecnie)
Teukie stwierdził, że musi pojechać na służbę wojskową w 2012 roku.
W czerwcu 2012 roku, postanowił, razem z kolegami z zespołu stworzyć szósty już album – Sexy, Free & Single, który wyszedł już 4 lipca. 23 czerwca ukazało się zdjęcie Leeteuka z włosami w kolorze srebra, złotym naszyjnikiem i ostrym makijażem.

## Wypadek samochodowy (2007)
19 kwietnia 2007, prawie dwa miesiące po wydaniu pierwszego singla Super Junior-T – "Rokkugo", Leeteuk został poważnie ranny w wypadku samochodowym, jadąc z Shindongiem, Eunhyukiem, Kyuhyunem i dwoma menadżerami. Wracali do domu po nagraniu "Super Junior Kiss the Radio". Gdy byli na autostradzie, przednia lewa opona pękła i samochód wpadł w poślizg na 30 metrów. Tempo spowodowało, że van przewrócił się na prawy bok. Shindong i Eunhyuk doznali drobnych obrażeń, natomiast Leeteuk i Kyuhyun mieli więcej poważnych obrażeń i zostali przewiezieni do szpitala. Teukie miał odłamki szkła osadzone głęboko w plecach i nad oczami, co wymagało ponad 170 szwów. Został wypisany ze szpitala 30 kwietnia 2007 roku. Z powodu wypadku, nie mógł brać udziału w debiucie filmu Super Junior – "Attack on the Pin-Up Boys" w 2007 roku. Na końcu ukazał się jako "panda maskotka", jednak później potwierdził, że większość za niego odegrał Ryeowook.

## Dyskografia

### Wkład w Soundtracki
| Data            | Track   | Tytuł                      | Artysta        |
| --------------- | ------- | -------------------------- | -------------- |
| 3 stycznia 2012 | "Bravo" | History of a Salaryman OST | z Key z Shinee |

## Filmografia

### Filmy
| Rok  | Tytuł                          | Rola                     |
| ---- | ------------------------------ | ------------------------ |
| 2007 | Kkotminam yeonswae tereosageon | Szkolna maskotka – panda |
| 2010 | Super Show 3 3D                | Leeteuk                  |
| 2012 | I AM.                          | Leeteuk                  |
| 2013 | Super Show 4 3D                | Leeteuk                  |
| 2015 | SM Town The Stage              | Leeteuk                  |

### Seriale telewizyjne
| Rok  | Tytuł                                 | Rola                         | Stacja |
| ---- | ------------------------------------- | ---------------------------- | ------ |
| 2000 | Eve-ui modeun geot                    | cameo                        | MBC    |
| 2006 | Nonstop                               | cameo                        | MBC    |
| 2006 | Super Junior Mini-Drama               | rola wspierająca (5 odcinek) | Mnet   |
| 2008 | Super Junior Unbelievable Story       | Leeteuk                      | MBC    |
| 2011 | Dream High                            | cameo                        | KBS2   |
| 2012 | Dorongnyong dosa-wa geurimja jojakdan | cameo (odc. 4)               | SBS    |

### Programy rozrywkowe
| Rok                   | Tytuł                         | Stacja      | Uwagi                   |
| --------------------- | ----------------------------- | ----------- | ----------------------- |
| 2005–08               | M Countdown                   | Mnet        | prowadzący              |
| 2005–06               | Super Junior Show             | Mnet        |                         |
| 11.11.2007–03.02.2008 | Explorers of the Human Body   | SBS         | 13 odcinków             |
| 2008                  | Unbelievable Outing (sezon 3) | ComedyTV    |                         |
| 2008                  | Idol Show                     | MBC         | prowadzący              |
| 2009–10               | Challenge Golden Ladder       | KBS2        | prowadzący              |
| 2009                  | Challenge! Good Song          | KBS         | prowadzący              |
| 2009–10               | Oh! Brothers                  | SBS         | prowadzący              |
| 2009-12               | Strong Heart                  | SBS         | regularny gość          |
| 2010–11               | Enjoy Today                   | MBC         | prowadzący              |
| 2010–11               | Super Junior's Foresight      | MBC         | prowadzący              |
| 2011–2012, 2015–2016  | Star King                     | SBS         | prowadzący razem z Boom |
| 2015                  | Match Made in Heaven          | MBC         |                         |
| 2015                  | White Swan                    | JTBC        |                         |
| 2015                  | Running Man                   | SBS         |                         |
| 2016                  | Hidden Camera Shot Battle     | MBC         |                         |
| 2016                  | Weekly Idol                   | MBC Every1  |                         |
| 2016                  | Battle Trip                   | KBS2        | odc. 1                  |
| 2016                  | Law of the Jungle             | SBS         | odc. 216–219            |
| 2016                  | We Got Married                | MBC         | gość, odc. 338          |
| 2016                  | Star Show 360                 | MBC Every 1 |                         |
| 2015–2017             | I Can See Your Voice          | Mnet        |                         |
| 2017                  | Produce 101 Season 2          | Mnet        |                         |
| 2017                  | Battle Trip                   | KBS         | odc. 35-36              |
| 2017                  | Sherlock's Room               | MBC         | główna obsada           |

### Reality Show
| Rok       | Tytuł                         | Stacja  | Rola                                  |
| --------- | ----------------------------- | ------- | ------------------------------------- |
| 2006      | Mystery 6                     | Mnet    | rola wspierająca (6 odcinków)         |
| 2006      | Princess Diary                | Mnet    |                                       |
| 2006      | Super Junior Full House       | SBS     |                                       |
| 2006      | Super Adonis Camp             | Mnet    |                                       |
| 2007–08   | Leeteuk's Love Fighter        | Mnet    | prowadzący                            |
| 2008      | Bachelor While on a Date      | Mnet    | prowadzący                            |
| 2008      | Introducing Star's Friend     | MBC     | prowadzący                            |
| 2009      | Miracle                       | KBS     | prowadzący                            |
| 2009      | Lord of the Rings             | MBC     | prowadzący z Eunhyukiem i Shindongiem |
| 2010      | Love Chaser                   | MBC     | prowadzący z Yesungiem                |
| 2011      | Sistar & LeeTeuk's Hello Baby | KBS Joy | główna rola                           |
| 2011–2012 | We Got Married (Season 3)     | MBC     | uczestnik z Kang Sora                 |

### Audycje radiowe
| Data                            | Nazwa                         | Uwaga!             |
| ------------------------------- | ----------------------------- | ------------------ |
| 21 sierpnia 2006–4 grudnia 2011 | Super Junior's Kiss the Radio | razem z Eunhyukiem |

## Nagrody i nominacje
| Rok  | Nagroda                  | Kategoria                             | Nominacja                | Wynik     |
| ---- | ------------------------ | ------------------------------------- | ------------------------ | --------- |
| 2009 | SBS Entertainment Awards | Best Newcomer Award (Variety)         | Star King i Strong Heart | Wygrana   |
| 2011 | SBS Entertainment Awards | Excellence Award (Talk Show Division) | Strong Heart             | Wygrana   |
| 2012 | Mnet 20's Choice Awards  | 20′s Variety Star                     | Leeteuk                  | Nominacja |